# Scopula submutaria
Scopula submutaria là một loài bướm đêm trong họ Geometridae.